# Cor Bouter
Cornelis (Cor) Wouter Bouter (Gouda, 1 oktober 1888 – Den Haag, 9 januari 1966) was een Nederlands kunstschilder.
Bouter was geïnspireerd door de Haagse School en schilderde figuurlijk, vooral stadsgezichten (in de trant van Klinkenberg of Springer), interieurs met figuren (in de trant van Blommers of Israels), bos- en heidelandschappen (in de trant van Mauve en c.s.). Veel van zijn werk werd net als van de andere familieleden verkocht voor export naar Amerika en Canada. Hij signeerde zijn werk vaak als Cor Bouter, maar bediende zich ook van vele pseudoniemen als C. Hendriks, C. Verschuur, H. Willems, A.J. van Eijbergen, Johan van Gesine. Hij was een broer van schilder Piet Bouter.
- Gemeinsame Normdatei: 1223994414
- RKD-Nederlands Instituut voor Kunstgeschiedenis: 11582
- Union List of Artist Names: 500047428
- Virtual International Authority File: 95995664